# Bobi Wine: The People's President
Bobi Wine: The People's President, anteriormente intitulado Bobi Wine: Ghetto President, é um documentário ugandense-britânico-americano de 2022 escrito e dirigido por Christopher Sharp e Moses Bwayo. Ele narra a campanha presidencial do popular cantor ugandês Bobi Wine contra o líder do regime de longa data Yoweri Museveni. Estreou fora de competição na 79ª edição do Festival de Cinema de Veneza. No 96º Oscar, foi indicado para Melhor Documentário em Longa-metragem.

## Recepção

### Resposta crítica
No site agregador de resenhas Rotten Tomatoes, 100% das resenhas de 33 críticos são positivas, com uma classificação média de 8,1/10. O consenso do site diz: "Sóbrio e esclarecedor, este documentário com carga política lança um olhar cativante sobre a vida de Bobi Wine: The People's President e sua luta pela democracia." O Metacritic, que usa uma média ponderada, atribuiu ao filme uma pontuação de 71 em 100, com base em 8 críticos, indicando críticas "geralmente favoráveis".

### Prêmios e indicações
| Premiação                       | Data de cerimônia      | Categoria                                 | Recipiente(s)                                | Resultado | Ref.  |
| ------------------------------- | ---------------------- | ----------------------------------------- | -------------------------------------------- | --------- | ----- |
| Oscar                           | 10 de março de 2024    | Melhor documentário                       | Bobi Wine: The People's President            | Indicado  | [ 7 ] |
| British Independent Film Awards | 3 de dezembro de 2023  | Melhor documentário                       | Christopher Sharp, Moses Bwayo, John Battsek | Indicado  | [ 8 ] |
| British Independent Film Awards | 3 de dezembro de 2023  | Melhor edição                             | Paul Carlin                                  | Indicado  | [ 8 ] |
| British Independent Film Awards | 3 de dezembro de 2023  | Melhor estreia de diretor em documentário | Christopher Sharp                            | Indicado  | [ 8 ] |
| IDA Documentary Awards          | 12 de dezembro de 2023 | Melhor documentário                       | Bobi Wine: The People's President            | Venceu    | [ 9 ] |